# Mie-præfekturet
Mie-præfekturet (三重県 Mie-ken) er et præfektur i Japan.
Præfekturet ligger i regionen Kansai på sydkysten af den centrale del af Japans hovedø Honshū. Det har et areal på 5.777 km2
og et befolkningstal på 1.768.632 (2020) indbyggere. Hovedbyen er byen Tsu og den største by er byen Yokkaichi.